# FARA 83
El FARA 83 o FAA 81 es un fusil de asalto desarrollado en Argentina entre 1981 y 1983.El FARA 83, (acrónimo de Fusil de Asalto de la República Argentina) fue diseñado por Enrique Chichizola como reemplazo para el fusil FAL.

## Historia
Argentina seleccionó el fusil FN FAL en 1955, con los primeros ejemplares llegando en 1958. Los fusiles en servicio argentino fueron designados FSL-FAL y el FAL denominaba localmente al Fusil Automatico Liviano. La producción bajo licencia llegó en 1960, a la cual el diseño belga consolidó su lugar en la historia militar de Argentina como su problema estándar: el rifle de batalla. A principios de la década de 1980 se intentó modernizar el inventario de fusiles argentino y llegó el FARA 83, de sorprendente similitud externa con el IMI Galil israelí, que era una evolución del AK-47 llevado al RK 62 finlandés.
Originalmente denominado FAA 81 (Fusil de Asalto Argentino 1981), el FARA 83 (Fusil de Asalto de la República Argentina 1983) nació por un requerimiento del Ejército Argentino (EA) a la Dirección General de Fabricaciones Militares (DGFM) para reemplazar a los FN FAL calibre 7,62 mm por un fusil de diseño nacional de calibre 5,56 mm, de retroceso más suave y con mayor capacidad del cargador. El prototipo del fusil fue completado en 1981 y su producción comenzó en 1984, siendo producido hasta 1990.
El fusil fue probado por unidades del Ejército Argentino y probó cumplir  con los requerimientos de uso y producción. Se realizaron pruebas STANAG de la OTAN de precisión, resistencia, manejo, tamaño y cadencia del armamento. La producción llegó a alcanzar alrededor de 1.100 unidades.
Era un proyecto interesante para Argentina, un arma de diseño y producción íntegramente local y no bajo licencia extranjera. Este fusil fue uno de tantos proyectos que buscaron tener una verdadera industria militar nacional. A finales de la década de 1990, durante la presidencia de Carlos Menem, Argentina atravesaba problemas económicos. La crisis económica limitó la producción de armas modernas. Este factor obligó a Menem a cancelar varios proyectos, inclusive los misiles Cóndor I y Cóndor II, el FARA 83 y el FMA SAIA 90. También tuvo que cerrar fábricas de armamento, inclusive la Tanque Argentino Mediano Sociedad del Estado (TAMSE), que producía los tanques TAM, y el Astillero Domecq García (el único astillero especializado en submarinos). La producción del fusil se detuvo cuando se habían fabricado 1.193 fusiles, sin embargo, se reinició en 1990; se desconoce el número de fusiles fabricados, pero las Fuerzas Armadas Argentinas todavía emplean el FN FAL, mientras que el FARA 83 es empleado en número muy limitado solo por el Ejército Argentino.

## Diseño
El FARA 83 fue principalmente inspirado por el Rk 62 finlandés. Tiene una culata plegable y mecanismos de puntería con tritio para disparar en condiciones de baja iluminación; el fusil utiliza el cargador de 30 cartuchos específico del Beretta AR70 (primeros modelos) y tiene un conjunto de gatillo con selector que le permite disparar en modo semiautomático y automático.

## En la cultura popular
El FARA 83 aparece como un arma usable en los videojuegos Call of Duty: Black Ops Cold War, y Call of Duty: Modern Warfare, en este último lo hace únicamente en el modo de juego Warzone.